# ليون لويس رولان
ليون لويس رولان (بالفرنسية: Léon Louis Rolland) هو أخصائي فطريات فرنسي، ولد في 1841 في Saint-Aubin-de-Luigné ‏ في فرنسا، وتوفي في 1912 في نويي-سور-سين في فرنسا.